# Qanāt Kalāntar
Qanāt Kalāntar (persiska: قنات کلانتر) är en ort i Iran.   Den ligger i provinsen Kerman, i den sydöstra delen av landet, 1 000 km sydost om huvudstaden Teheran. Qanāt Kalāntar ligger 608 meter över havet och antalet invånare är 312.
Terrängen runt Qanāt Kalāntar är huvudsakligen platt, men åt nordost är den kuperad.Runt Qanāt Kalāntar är det glesbefolkat, med 17 invånare per kvadratkilometer. Närmaste större samhälle är Posht Lor, 12,7 km nordväst om Qanāt Kalāntar. Trakten runt Qanāt Kalāntar består till största delen av jordbruksmark.